# Alexa Bliss
Alexa Bliss, pseudonimo di Alexis Kaufman (Columbus, 9 agosto 1991), è una wrestler statunitense sotto contratto con la WWE.
In carriera ha detenuto quattro volte il Women's Tag Team Championship (due con Nikki Cross, una con Asuka e una volta con Charlotte Flair), tre volte il Raw Women's Championship, due volte lo SmackDown Women's Championship e una volta il 24/7 Championship; ha inoltre vinto l'edizione 2018 del Money in the Bank ladder match ed è la seconda Triple Crown.

## Biografia
Alexis Kaufman nacque il 9 agosto 1991 a Columbus, Ohio, da Bob Kaufman e Angela, quest'ultima di origini italiane. Fin da piccola si appassionò agli sport individuali, praticando atletica leggera e ginnastica artistica; fu inoltre una cheerleader per la squadra di football della Davidson High School di Hilliard (Ohio).
Nel 2006, all'età di 15 anni, si trovò in pericolo di vita a causa di alcuni disturbi alimentari legati all'anoressia nervosa, ma la passione per il bodybuilding la aiutò a riacquisire peso.

## Carriera

### WWE (2013–presente)

#### NXT(2013–2016)

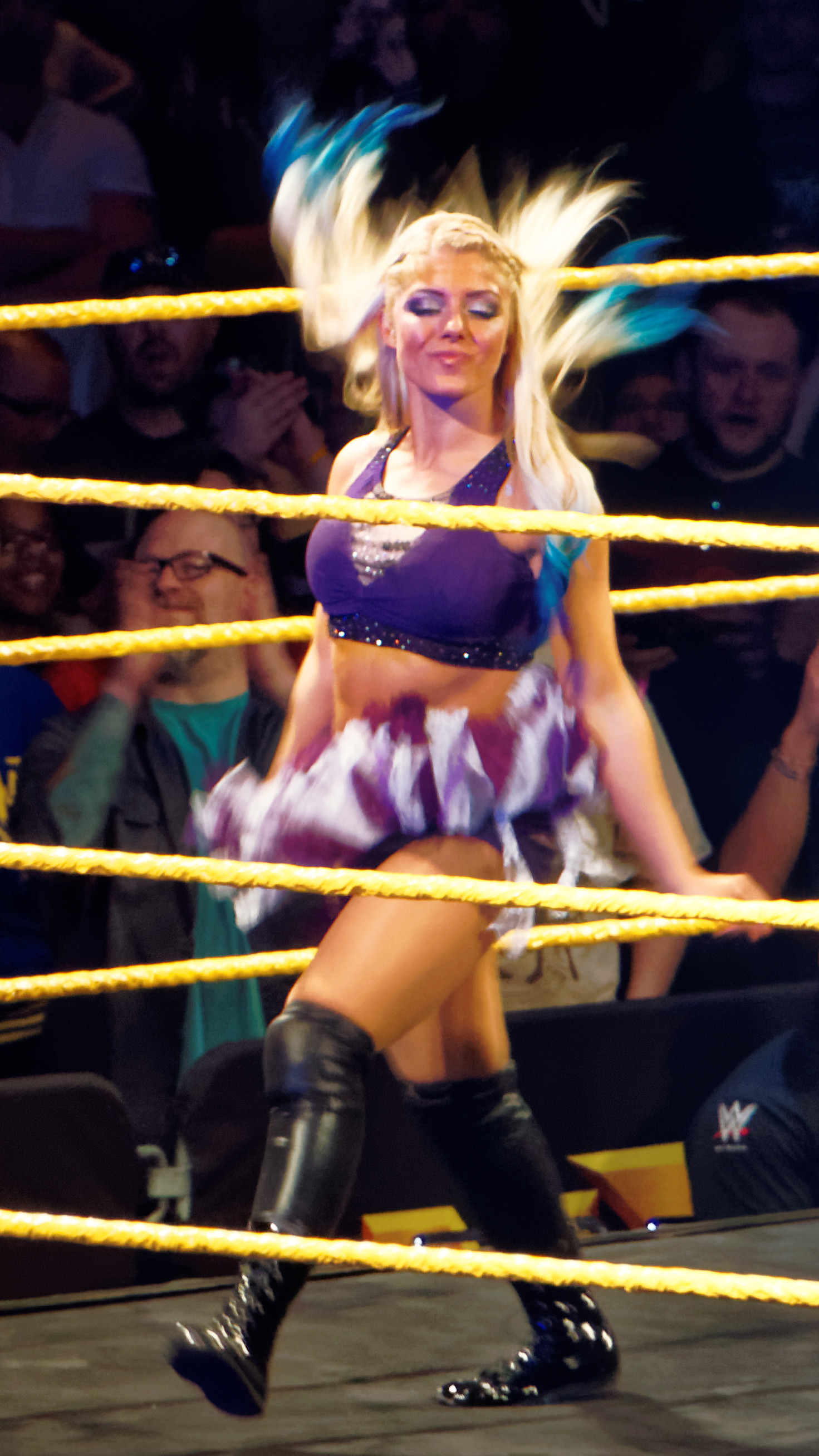
Alexa Bliss ad NXT nel 2015

Nel giugno del 2013 firmò un contratto con la WWE e fu inviata nel territorio di sviluppo di NXT. Il 24 luglio seguente fece la sua prima apparizione televisiva, congratulandosi con la campionessa femminile inaugurale dello show, Paige, la quale aveva sconfitto Emma nella finale di un torneo per l'assegnazione del titolo. Nel mese di agosto fu aggiunta ufficialmente al roster di NXT, con il ring name Alexa Bliss.
Il 6 aprile 2014, a WrestleMania XXX, prese parte, insieme a Charlotte Flair e Sasha Banks, all'entrata di Triple H, nel suo match contro Daniel Bryan.
Nella puntata di NXT dell'8 maggio 2014 sconfisse Alicia Fox nei quarti di finale del torneo valido per decretare la nuova NXT Women's Champion; tuttavia due settimane più tardi fu eliminata in semifinale da Charlotte. Nella puntata di NXT del 18 marzo 2015 sconfisse la campionessa Sasha Banks per count out, ottenendo così un'opportunità titolata per la settimana successiva, dove però fu sconfitta scorrettamente. Il 20 maggio, ad NXT TakeOver: Unstoppable, intervenne nel Tag Team match tra Enzo Amore e Colin Cassady e Blake e Murphy, in favore di questi ultimi ed effettuando quindi un turn heel. Nella puntata di NXT del 3 giugno la Bliss ha sconfitto Carmella, assistente di Amore e Cassady, mentre il 17 giugno fece squadra con Blake e Murphy in un mixed tag team match perdendo contro Carmella, Amore e Cassady. Il 18 novembre sfidò senza successo la campionessa Bayley in un match titolato. Nei mesi successivi ottenne diverse vittorie contro Cameron, Rachael Ellering, Sarah Logan e Tessa Blanchard, ma non ebbe più chance titolate. Lottò il suo ultimo match nello show giallonero Il 17 agosto, dove, insieme a Mandy Rose e Sonya Deville persero contro Carmella, Liv Morgan e Nikki Cross in un 6-Women Tag Team match.

#### Regni titolati (2016–2018)

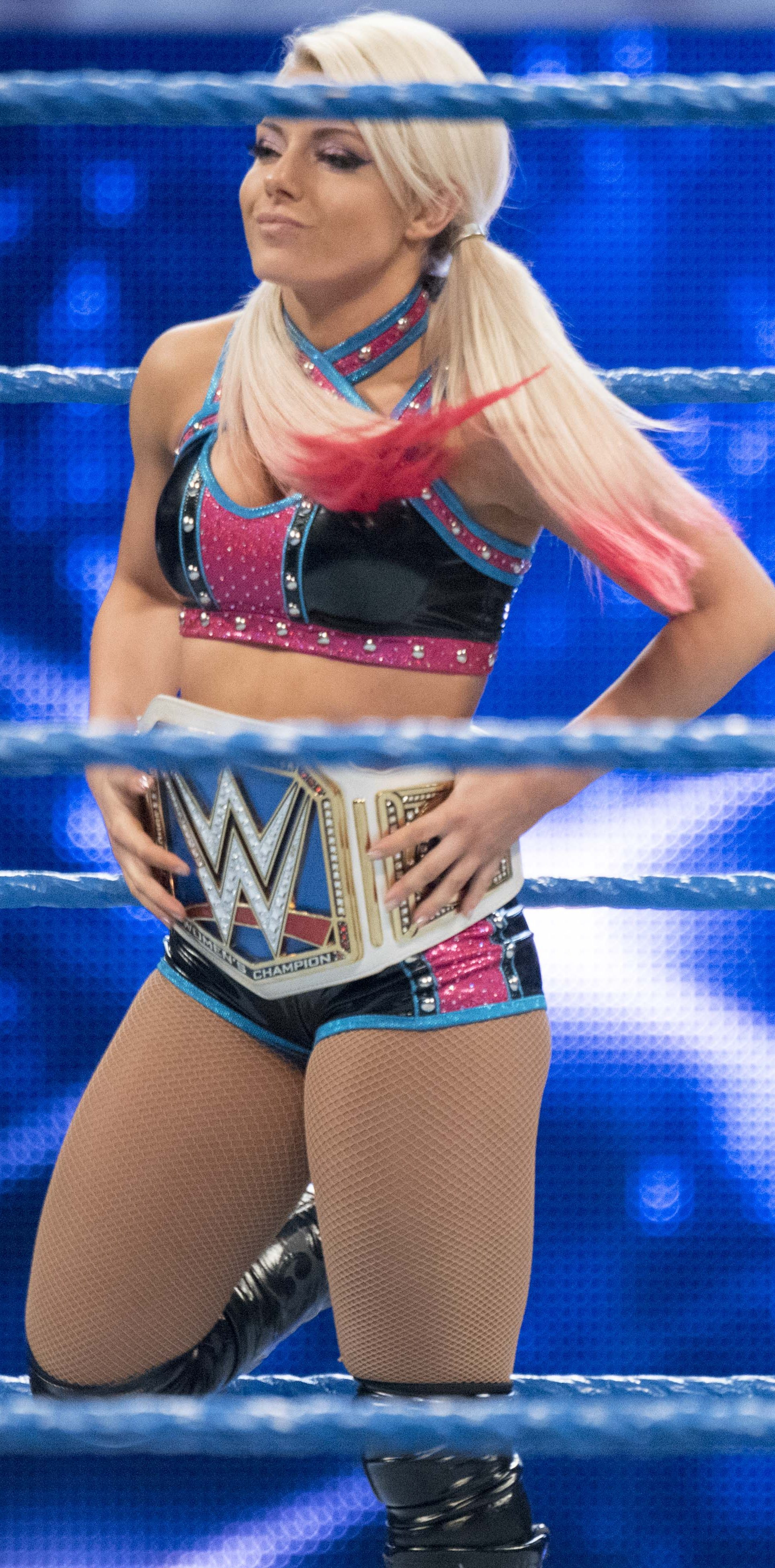
Alexa Bliss con il WWE SmackDown Women's Championship nel 2016

In seguito alla Brand Extension del 19 luglio 2016, Alexa Bliss fu promossa nel main roster, venendo assegnata a SmackDown. Fece il suo debutto come heel nella puntata del 9 agosto, sconfiggendo Becky Lynch scorrettamente. Due settimane più tardi, a SummerSlam, fece squadra vittoriosamente con Natalya e Nikki Bella contro Lynch, Carmella e Naomi in un 6-Women Tag Team match. L'11 settembre, a Backlash, partecipò ad un 6-pack challenge per l'assegnazione del nuovo SmackDown Women's Championship insieme a Carmella, Naomi, Natalya, Nikki Bella e Becky Lynch che fu vinto da quest'ultima. Due giorni dopo, a SmackDown, vinse un Fatal 5-Way match contro Carmella, Naomi, Natalya e Nikki Bella diventando la sfidante al titolo. Poco prima di No Mercy la campionessa si infortunò alla caviglia e dunque non partecipò all'evento; al suo posto, affrontò senza successo Naomi. Nella puntata di SmackDown dell'8 novembre è fu sconfitta da Lynch per sottomissione, nonostante tenesse un piede sulla seconda corda. Il 20 novembre, alle Survivor Series, partecipò al 5-on-5 Elimination Tag Team match come parte del Team SmackDown contro il Team Raw, venendo eliminata per penultima da Clarlotte; alla fine il Team SmackDown perse l'incontro.
Il 4 dicembre, a Tables, Ladders & Chairs, batté Becky Lynch in un Tables match, conquistando lo SmackDown Women's Championship. Nella puntata di SmackDown del 13 dicembre fu sconfitta da Lynch per count out, fingendo un infortunio al ginocchio. La settimana successiva fu sconfitta da La Luchadora, un'atleta mascherata che si rivelò essere la Lynch. Il 17 gennaio 2017 difese con successo il titolo contro Lynch nel primo steel cage match femminile titolato della storia, grazie anche all'intervento di un'altra Luchadora, che questa volta si rivelò essere Mickie James. Il 29 gennaio, a Royal Rumble, Bliss, Mickie James e Natalya furono sconfitte da Lynch, Naomi e Nikki Bella in un 6-Women Tag Team match. Il 12 febbraio, ad Elimination Chamber, perse il titolo contro Naomi dopo 70 giorni di regno, ma lo riconquistò nella puntata di SmackDown del 21 febbraio sconfiggendo Becky Lynch, dopo che Naomi rese rendere vacante il titolo a causa di un infortunio al ginocchio. Il 2 aprile, a WrestleMania 33, perse il titolo nuovamente in favore di Naomi in una 6-Pack Challenge che includeva anche Becky Lynch, Carmella, Mickie James e Natalya.

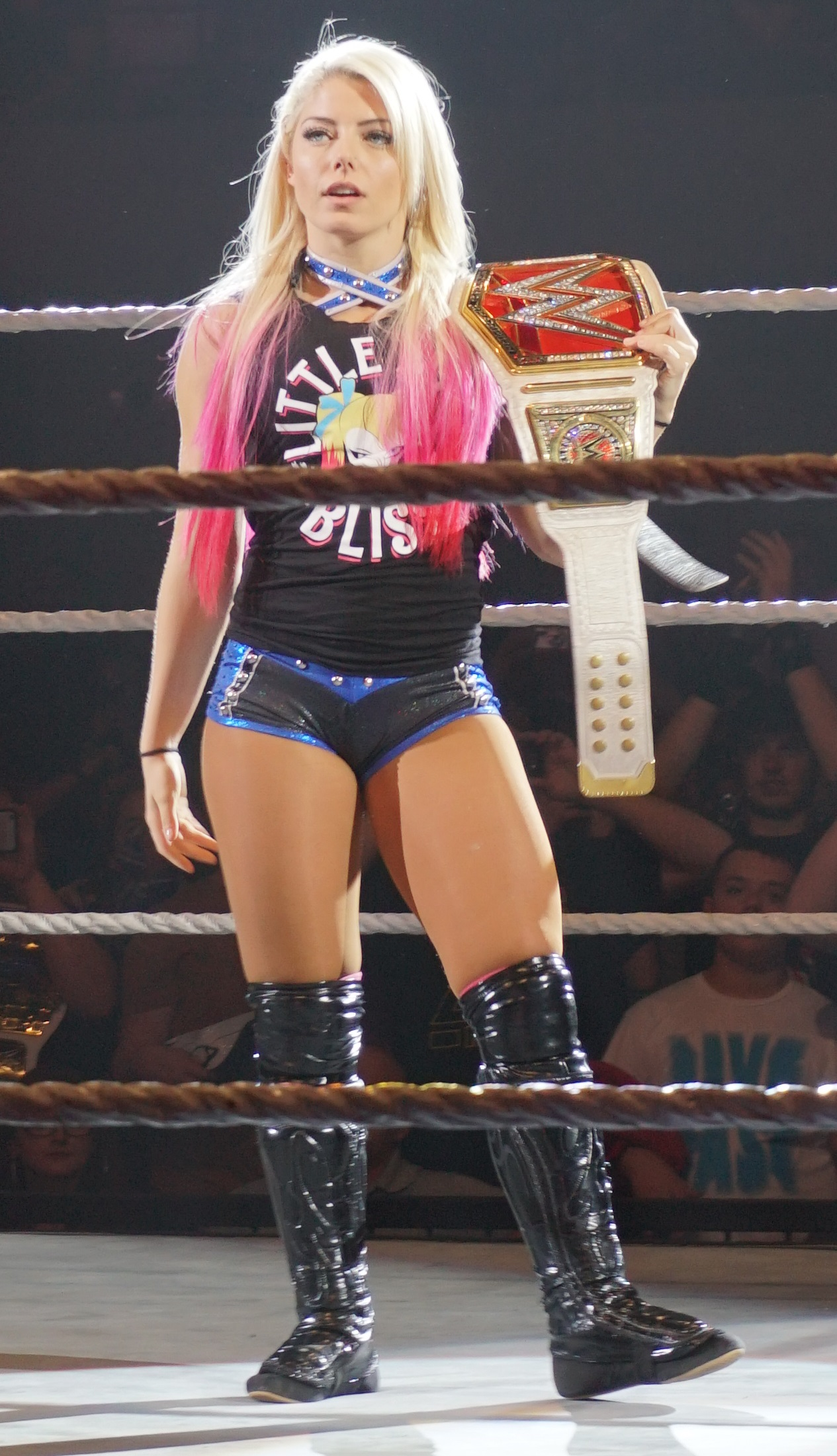
Alexa Bliss con il WWE Raw Women's Championship nel 2017

In seguito allo Shake-up del 10 aprile 2017, fu trasferita nel roster di Raw e la settimana successiva vinse un Fatal 4-Way match che includeva anche Mickie James, Nia Jax e Sasha Banks, diventando subito la sfidante al Raw Women's Championship di Bayley. Il 30 aprile, a Payback, sconfisse Bayley, conquistando il Raw Women's Championship e diventò la prima wrestler ad aver detenuto entrambi i titoli femminili dei due roster. Il 4 giugno, ad Extreme Rules, difese con successo il titolo nel rematch contro Bayley in un Kendo Stick-on-a-Pole match. Il 9 luglio, a Great Balls of Fire, fu sconfitta da Sasha Banks per count out ma senza tuttavia il cambio di titolo, ma il 20 agosto, a SummerSlam Banks, la sconfisse, terminando il suo regno dopo 112 giorni, ma si riprese il titolo nella puntata di Raw del 28 agosto. Il 24 settembre, a No Mercy, difese con successo la cintura in un Fatal 5-Way match che comprendeva anche Bayley, Emma, Nia Jax e Sasha Banks. Il 22 ottobre, a TLC: Tables, Ladders & Chairs, difese il titolo con successo contro Mickie James e la settimana successiva la batté nuovamente nel rematch. Il 19 novembre, a Survivor Series, perse un champion vs. champion match, contro la campionessa di Raw Charlotte Flair.
Il 25 febbraio, dopo circa quattro mesi senza difese del titolo, prese parte vittoriosamente all'elimination match femminile, nell'omonimo pay-per-view, che comprendeva anche Bayley, Mandy Rose, Mickie James, Sasha Banks e Sonya Deville. Nella puntata di Raw del 26 febbraio Alexa, Mickie James e Nia Jax sono state sconfitte da Asuka, Bayley e Sasha Banks. Nello stesso periodo, prese parte al Mixed Match Challenge, insieme a Braun Strowman, ma dopo aver eliminato al primo turno Becky Lynch e Sami Zayn, Jimmy Uso e Naomi al secondo, furono eliminati da Asuka e The Miz in semifinale. L'8 aprile, a WrestleMania 34, perse il titolo in favore di Nia Jax dopo un regno durato 223 giorni. Perse inoltre il successivo rematch a Backlash.
Nella puntata di Raw del 14 maggio, Alexa ha vinto un Triple Threat match che includeva anche Bayley e Mickie James, qualificandosi per il Money in the Bank Ladder match.
Il 17 giugno, a Money in the Bank, vinse il omonimo match sconfiggendo Becky Lynch, Charlotte Flair, Ember Moon, Lana, Naomi, Natalya e Sasha Banks; quella stessa sera, nel corso del match tra Nia Jax e Ronda Rousey, colpì entrambe le contendenti, facendo terminare l'incontro per squalifica e successivamente, incassò la valigetta, schienando Jax, laureandosi Raw Women's Champion per la terza volta. Il 15 luglio, a Extreme Rules, difese con successo il titolo contro Nia Jax in un Extreme Rules match, ma lo perse il 19 agosto, a SummerSlam contro Ronda Rousey dopo 63 giorni di regno. Nel rematch di Hell in a Cell, non riuscì a riprendersi il titolo e subì inoltre una commozione cerebrale.

#### Infortuni e ruoli extra ring (2018–2019)

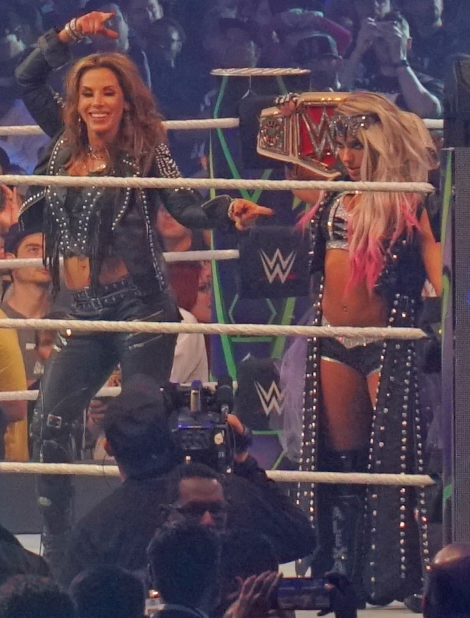
Mickie James e Alexa Bliss a WrestleMania 34

Avrebbe dovuto partecipare alla seconda edizione del Mixed Match Challenge, nuovamente in coppia con Braun Strowman, ma si ritirò dalla competizione a causa della commozione cerebrale subita nel match di Hell in a Cell. Ciò le ha impedì di partecipare attivamente anche ad Evolution, il primo pay-per-view esclusivamente al femminile nella storia della WWE, dove avrebbe dovuto affrontare Trish Stratus. Nella puntata di Raw del 5 novembre, registrata a Manchester (Inghilterra), annunciò di essere stata nominata manager e capitano del Team Raw per le Survivor Series nel 5-on-5 Elimination Tag Team match contro il Team SmackDown; all'evento, la sua squadra vinse l'incontro e l'ultima sopravvissuta fu Nia Jax. Nella puntata del 26 novembre fu nominata General manager della divisione femminile del roster di Raw e la stessa sera organizzò un'intervista sul ring con Bayley e Sasha Banks, poi rivelatasi un'imboscata per far sì che le due venissero attaccate alle spalle da Alicia Fox, Mickie James e Dana Brooke. Nella puntata di Raw del 3 dicembre tentò nuovamente di ingannare Bayley e Banks, ma questa volta organizzò un tag team match contro Fox e James vinto dalle prime. A fine dicembre fu sollevata dall'incarico in seguito del ritorno della famiglia McMahon alla guida di entrambi i roster.
Nella puntata di Raw del 7 gennaio iniziò a condurre un nuovo talk show intitolato A Moment of Bliss, dove intervistò la Raw Women's Champion, Ronda Rousey; le due sono furono interrotte da Nia Jax e Sasha Banks, vogliose di sfidarla in un match titolato. Una settimana più tardi durante il suo talk show, introdusse i Women's Tag Team Championship, i nuovi titoli di coppia femminili. Il 27 gennaio, a Royal Rumble, dopo circa quattro mesi di inattività tornò sul ring, dove partecipò al royal rumble match con il numero 26 e venendo eliminata dopo tredici minuti da Bayley e Carmella.
Nella puntata di Raw del 29 aprile, durante A Moment of Bliss, annunciò la sua partecipazione al Money in the Bank Ladder match dell'omonimo pay-per-view; tuttavia i medici non la considerarono idonea per poter combattere e quindi il suo posto fu preso da Nikki Cross.

#### Alleanza con Nikki Cross (2019–2020)
Nella puntata di SmackDown del 4 giugno, intervistò la SmackDown Women's Champion Bayley nel suo talk show A Moment of Bliss, ma furono interrotte da Carmella e Charlotte Flair, la quale comunicò che le tre si sfideranno in un match in cui la vincitrice sarà la nuova sfidante al titolo a Stomping Grounds, vinto proprio da Bliss.
Nella puntata di Raw del 17 giugno, Bliss e Cross sono state sconfitte dalle IIconics non riuscendo a conquistare i Women's Tag Team Championship, a causa di una distrazione di Bayley. Dopo diverse settimane in cui le due si attaccarono a vicenda, a Stomping Grounds, fallì l'assalto al titolo. Nella puntata di SmackDown del 25 giugno, Nikki Cross bettè Bayley in un match con una stipulazione speciale: infatti la vittoria di Cross garantì a Bliss un rematch titolato ad Extreme Rules. Nella puntata di Raw dell'8 luglio, Nikki Cross batté Dana Brooke in un Beat-the-Clock match e grazie a questa vittoria poté scegliere la stipulazione per il match titolato fra Alexa Bliss e Bayley, che ricadde in un 2 on 1 handicap match. Il 14 luglio, a Extreme Rules furono sconfitte. Nella puntata di Raw del 15 luglio, Bliss prese parte ad un Fatal-4-Way-Elimination match per decretare la nuova sfidante al Raw Women's Championship di Becky Lynch che incluse anche Carmella, Naomi e Natalya, ma fu eliminata per ultima da Natalya.
Nella puntata di Raw del 5 agosto, Bliss e Cross vinsero i Women's Tag Team Championship in un Fatal 4-Way Tag Team Elimination match che includeva anche le campionesse, le IIconics (Billie Kay e Peyton Royce), le Kabuki Warriors (Asuka e Kairi Sane) e Mandy Rose e Sonya Deville. L'11 agosto, nel Kick-Off di SummerSlam difesero con successo i titoli contro le IIconics. Dopo aver perso un match contro Mandy Rose e Sonya Deville nella puntata di SmackDown del 3 settembre, venne ufficializzato un match titolato per Clash of Champions, che vide la vittoria delle campionesse. Persero i titoli il 6 ottobre, a Hell in a Cell contro le Kakbuki Warriors dopo 62 giorni di regno.
Il 16 ottobre, per effetto del Draft, furono trasferite nel roster di SmackDown. Dopo circa un mese di stop per infortunio, Alexa Bliss tornò nella puntata di SmackDown del 29 novembre, salvando Nikki Cross da un attacco delle Fire & Desire (Mandy Rose e Sonya Deville). Il 1º dicembre, durante Starrcade, lottarono contro le campionesse Kabuki Warriors, Becky Lynch & Charlotte Flair e Bayley & Sasha Banks in un Fatal 4-Way Tag Team match valevole per i Women's Tag Team Championship, dove le giapponesi mantennero le cinture.
Nella puntata di SmackDown del 10 gennaio, ufficializzarono la loro partecipazione al Women's Royal Rumble match. All'evento, Alexa Bliss entrò per prima, eliminò Kairi Sane, Mia Yim e Chelsea Green, ma fu eliminata da Bianca Belair dopo circa ventisei minuti di permanenza. Nella puntata di SmackDown del 7 febbraio prese parte ad un Fatal 4-Way match insieme ad Carmella, Dana Brooke e Naomi per determinare la sfidante allo SmackDown Women's Championship, ma fu vinto da Carmella. Successivamente tentarono nuovamente l'assalto ai titoli di coppia e la faida con le Kabuki Warriors, culminò in un match a WrestleMania 36, dove vinsero le cinture per la seconda volta. Nella puntata di Raw dell'11 maggio, durante A Moment of Bliss, vengono interrotte dalle rientranti IIconics (Billie Kay e Peyton Royce), le quali pretesero un incontro per le cinture, ma la richiesta viene rifiutata e le affrontano in un match immediato, nel quale le IIconics riescirono a vincere ed ottenere una title shot per la settimana successiva, match in cui furono le campionesse a prevalere. Nel corso di A Moment of Bliss, Bayley e Sasha Banks, interruppero l'intervista in corso e provocarono le campionesse e per la settimana successiva venne ufficializzato un match titolato per il 5 giugno, dove persero i titoli dopo 62 giorni di regno. Nella puntata di Raw dell'8 giugno, venne annunciato che Bliss e Cross prenderanno parte ad un Triple threat tag team match contro le IIconics e le campionesse Bayley e Sasha Banks valevole per i Women's Tag Team Championship a Backlash, match che vide trionfare le campionesse.
Nella puntata di SmackDown del 31 luglio, Nikki Cross perse un match contro Byley e nel post match Alexa salì sul ring cercando di consolare la sua partner, Nikki la spintona, lasciandola al centro del quadrato, ma poco dopo si spensero le luci e quando si riaccesero (rosse), dietro Bliss comparve "The Fiend" Bray Wyatt che si avvicinò e la attaccò con la Mandible Claw lasciandola a terra, lanciando un messaggio allo Universal Champion Braun Strowman.

#### Alleanza con Bray Wyatt e Alexa's Playgound (2020–2022)
Nella puntata di SmackDown del 7 agosto, accovacciata al centro del ring con aria spaventosa mentre The Fiend le cammina lentamente in cerchio, si avvicinò e si apprestò ad eseguire nuovamente la Mandible Claw, ma Bliss lo fermò e gli accarezzò il viso, facendolo alzare di scatto infastidito mentre Braun Strowman appare sullo schermo dicendogli che non gli importa di Alexa, bensì di abbatterlo. Nella puntata di SmackDown del 14 agosto, Alexa venne raggiunta nel backstage da Nikki Cross, che cerca di scusarsi per le sue recenti azioni e la vedendola turbata, cercò di aiutarla e proteggerla da The Fiend, però Bliss disse di aver bisogno di stare da sola. In seguito, raggiunse Braun Strowman sul ring per un confronto e dopo averlo schiaffeggiarto, lui la sollevò e la schiantò sul quadrato. Nello stesso istante, si spensero le luci e comparve The Fiend sul ring, con Strowman che invece apparve sullo schermo, ridendo. Nelle settimane successive ci fu un progressivo avvicinamento tra "The Fiend" e Bliss e quest'ultima iniziò ad avere visioni, a usare la Sister Abigail (mossa finale di Wyatt), ad alienarsi da tutti, perfino dall'amica Nikki Cross. Ospite del KO Show di Kevin Owens, Alexa parlò di come "The Fiend" l'avesse purificata, tra le altre lodi. The Fiend quindi è apparve sul ring, attaccando Owens con la mandible claw. Con Owens a terra, The Fiend tese una mano ad Alexa, che sorridendo si unì a lui completando il turn heel.
Durante il Draft 2020 Alexa e The Fiend vennero trasferiti a Raw e nell'episodio del 19 ottobre Alexa entrò a far parte della Firefly Funhouse. Nella puntata di Raw del 23 novembre Alexa ha sconfitto l'ex amica Nikki Cross ingannandola facendo finta di piangere, schienandola subito dopo la Sister Abigail vincente.
A WrestleMania 37, dopo aver evocato The Fiend per il suo match contro Randy Orton, intervenne distraendolo e facendo vincere Orton.
Dopo aver concluso la sua alleanza con Bray Wyatt Alexa ha aperto un nuovo programma intitolato Alexa's Playground, dove in ogni puntata viene accompagnata da una bambola di nome Lilly.

#### Varie faide (2022–2023)
Dopo quasi due mesi d'assenza la Bliss ha fatto il suo ritorno nella puntata di Raw del 9 maggio sconfiggendo Sonya Deville in pochi minuti.
Nella puntata di Raw del 18 luglio, prendere parte ad un incontro in coppia con Asuka e Dana Brooke vincendolo, durante l'incontro il WWE 24/7 Championship viene vinto da vari lottatori, Bliss è una tra quelle diventando così Grand Slam Champion.

#### Ritorno (2025–presente)
Dopo quasi due anni di assenza causa maternità, torna a sorpresa il 1° febbraio 2025 nel corso del premium live event Royal Rumble, dove dopo undici minuti di permanenza, è stata eliminata da Liv Morgan. Prese parte anche al successivo evento Elimination Chamber: Toronto, senza riuscire a vincere il match omonimo.

## Vita privata
Dal dicembre del 2015 al settembre del 2018 fu fidanzata con il collega Buddy Murphy. Dal novembre del 2019 è invece impegnata in una relazione sentimentale con il cantante Ryan Cabrera, che ha sposato il 9 aprile 2022.

## Personaggio

### Mosse finali
- Bliss DDT (Flowing DDT) – 2017–presente
- Twisted Abigail (Reverse STO) – 2020–2021
- Twisted Bliss[3][16]/Sparkle Splash (NXT)[17] (Rounding splash)

### Soprannomi
- "Five Feet of Fury"[2]
- "Goddess in the Bank"[18]
- "The Goddess of the WWE"[2]
- "The Harley Quinn of WWE"
- "Little Miss Bliss"[19]
- "Ms. Money in the Bank"
- "The Wicked Witch of WWE"[2]

## Titoli e riconoscimenti
- Pro Wrestling Illustrated
  - 3ª tra le 50 migliori wrestler femminili nella PWI Female 50 (2017)[20]
  - 2ª tra le 100 migliori wrestler femminili nella PWI Women's 100 (2018)[21]
- Sports Illustrated
  - 6ª tra le 10 migliori wrestler femminili dell'anno (2018)[22]
- WWE
  - WWE Raw Women's Championship (3)[6]
  - WWE Women's Tag Team Championship (4)[5] – con Nikki Cross (2), Asuka (1) e Charlotte Flair (1)
  - WWE SmackDown Women's Championship (2)[7]
  - WWE 24/7 Championship (1)[23]
  - Women's Money in the Bank (edizione 2018)[8]
  - Triple Crown Champion[9]

## Filmografia

### Televisione
- Total Divas – reality show, 15 episodi (2017-2019)
- Miz and Mrs. – reality show, 1 episodio (2021)

### Videoclip
- Alexa Bliss dei Bowling for Soup (2020)